# Hallucinations collectives 2021
Le festival des Hallucinations collectives 2021 est la quatorzième édition des Hallucinations collectives.

## Déroulement et faits marquants
Initialement prévue la semaine de Pâques, cette édition a dû être reportée en raison de la pandémie de Covid-19. La quatorzième édition du festival a eu lieu du mardi 31 août au lundi 6 septembre 2021. Cette édition du festival abandonne le section compétition long métrage pour se concentrer sur des rétrospectives.

### Projections
| Titre                                                                   | Réalisateur(s)                             | Année            | Pays               |
| Film d'ouverture                                                        | Film d'ouverture                           | Film d'ouverture | Film d'ouverture   |
| ----------------------------------------------------------------------- | ------------------------------------------ | ---------------- | ------------------ |
| Belle (Ryū To Sobakasu No Hime)                                         | Mamoru Hosoda                              | 2021             | Japon              |
| Swallow the Universe (12 min)                                           | Nieto                                      | 2021             | France             |
| Courts métrages en compétition                                          |                                            |                  |                    |
| Le Taxi de Sun City (17 min)                                            | Thomas Trichet                             | 2019             | France             |
| Little Miss Fate (8 min)                                                | Joder von Rotz                             | 2020             | Suisse             |
| Bubble (14 min)                                                         | Haonan Wang                                | 2020             | Chine              |
| Helfer (10 min)                                                         | Anna Szöllősi                              | 2020             | Hongrie            |
| Dar-Dar (10 min)                                                        | Paul Urkijo Alijo                          | 2020             | Espagne            |
| Ghost Dogs (10 min)                                                     | Joe Cappa                                  | 2019             | États-Unis         |
| Thin Blue Variety Show (3 min)                                          | Gretta Wilson                              | 2019             | États-Unis         |
| La Coupure (17 min)                                                     | Chloé Cinq-Mars                            | 2019             | Québec             |
| Homo Erectattoos (8 min)                                                | Kim Tae-Woo                                | 2019             | Corée du Sud       |
| Rêves en ricochets                                                      |                                            |                  |                    |
| Marée nocturne (Night Tide)                                             | Curtis Harrington                          | 1961             | États-Unis         |
| Dementia                                                                | John Parker                                | 1953             | États-Unis         |
| Le Carnaval des âmes (Carnival Of Souls)                                | Herk Harvey                                | 1963             | États-Unis         |
| Séances spéciales Privés de Sortie                                      |                                            |                  |                    |
| 68 Kill                                                                 | Trent Haaga                                | 2017             | États-Unis         |
| Triangle                                                                | Christopher Smith                          | 2009             | Royaume-Uni        |
| Cold Fish (Tsumetai Nettaigyo)                                          | Sion Sono                                  | 2011             | Japon              |
| Dredd                                                                   | Pete Travis                                | 2012             | Royaume-Uni        |
| Hyper Tension 2 (Crank 2: High Voltage)                                 | Mark Neveldine et Brian Taylor             | 2009             | États-Unis         |
| Mind Game (Maindo Gēmu)                                                 | Masaaki Yuasa                              | 2004             | Japon              |
| Le Mysticisme par la Face Est                                           |                                            |                  |                    |
| Seeding of a Ghost (Zhong Gui)                                          | Kuen Yeung                                 | 1983             | Hong Kong          |
| The Burning Buddha Man (Moeru Butusuzô Ningen)                          | Ujicha                                     | 2013             | Japon              |
| La Puissance du feu (Born Of Fire)                                      | Jamil Dehlavi                              | 1987             | États-Unis         |
| Vij (Вий)                                                               | Konstantine Erchov et Gueorgui Kropatchiov | 1967             | Russie             |
| La soirée de la Provoc’ et du Mauvais Goût                              |                                            |                  |                    |
| Ichi the Killer (Koroshiya Ichi)                                        | Takashi Miike                              | 2001             | Japon              |
| Torrente, le bras gauche de la loi (Torrente, El Brazo Tonto De La Ley) | Santiago Segura                            | 1998             | Espagne            |
| Cabinet de curiosités                                                   |                                            |                  |                    |
| Burroughs: The Movie                                                    | Howard Brookner                            | 1983             | États-Unis         |
| Mascara                                                                 | Roberta Findlay et Henri Pachard           | 1983             | États-Unis         |
| Popcorn                                                                 | Mark Herrier                               | 1991             | États-Unis- Canada |
| Crumb                                                                   | Terry Zwigoff                              | 1994             | États-Unis         |
| Decoder                                                                 | Muscha                                     | 1984             | Allemagne          |
| Body Trash                                                              | Philip Brophy                              | 1993             | Australie          |
| Sur le globe d'argent (Na Srebrnym Globie)                              | Andrzej Żuławski                           | 1988             | Pologne            |
| Fondu au noir (Fade To Black)                                           | Vernon Zimmerman                           | 1980             | États-Unis         |
| Film de clôture                                                         |                                            |                  |                    |
| Shin Godzilla                                                           | Hideaki Anno et Shinji Higuchi             | 2016             | Japon              |

### Prix
- Compétition courts métrages, grand prix (prix du public) : Little Miss Fate de Joder von Rotz